# Вишков (Пољска)
Вишков (пољ. Wyszków) град је у Пољској у Војводству мазовском. По подацима из 2012. године број становника у месту је био 27.309.
.

## Становништво
| 2012.  |
| ------ |
| 27.309 |